# Irena Lepalczyk

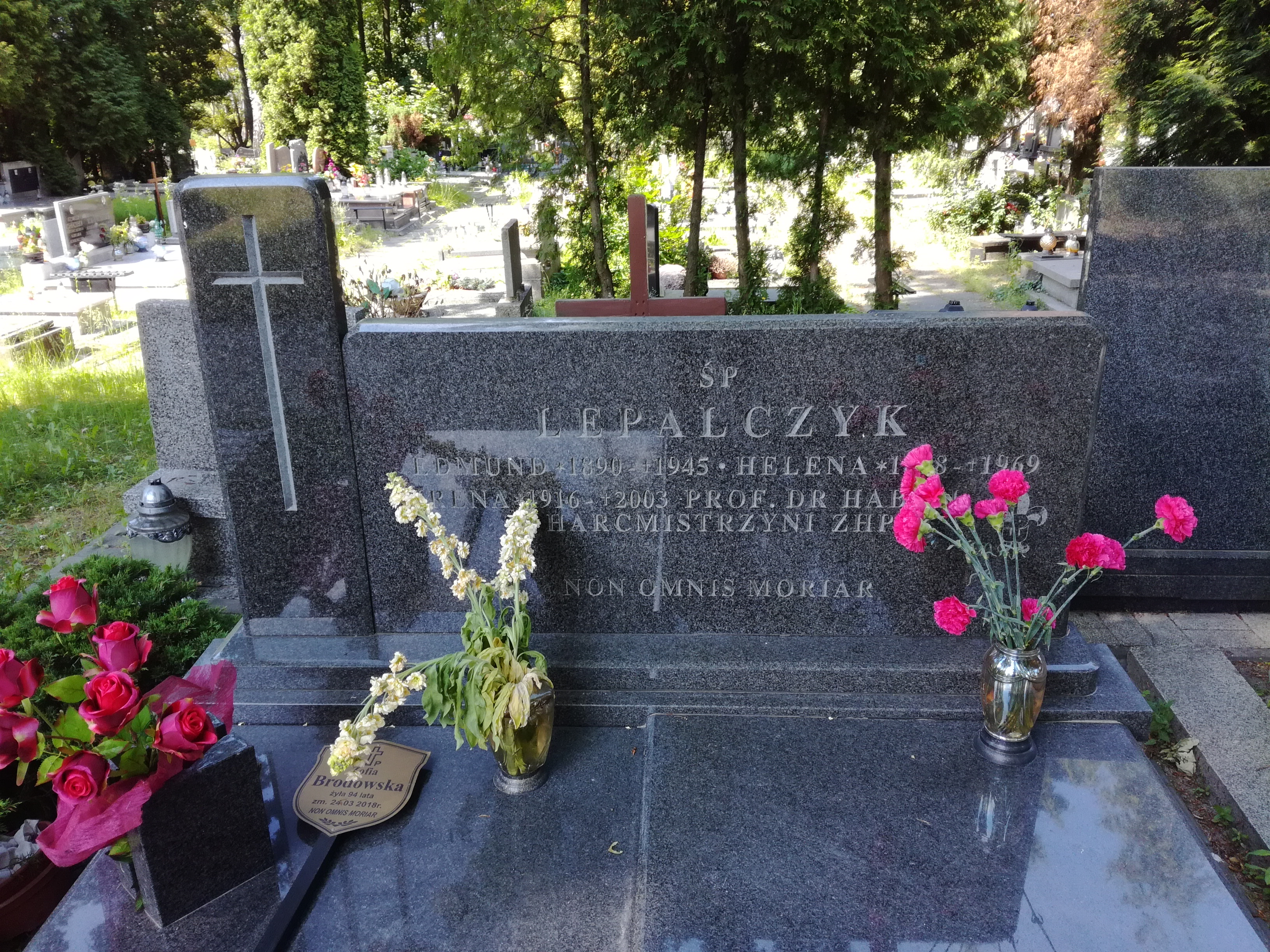
Grób Ireny Lepalczyk na cmentarzu komunalnym Doły w Łodzi

Irena Lepalczyk (ur. 18 września?/1 października 1916 w Smoleńsku, zm. 26 maja 2003 w Łodzi) – polska pedagog. Profesor dr hab. nauk humanistycznych o specjalności pedagogika społeczna. Studentka i współpracownica Heleny Radlińskiej – kontynuatorka jej myśli naukowej. Doktor honoris causa Uniwersytetu Łódzkiego. Współtworzyła szkołę myślenia społeczno-pedagogicznego w środowisku akademickim w Polsce.

## Życiorys
Dzieciństwo oraz młodość spędziła w Warszawie. W roku 1935 zdała maturę, a w 1937 rozpoczęła studia historyczne na Uniwersytecie Warszawskim. Studia przerwała w 1938 roku angażując się, poza pracą dorywczą, w działalność harcerską – prowadziła 14. Warszawską Żeńską Drużynę Harcerek „Biała” działającą przy gimnazjum im. Królowej Jadwigi. Po wybuchu II wojny światowej jako harcerka opiekowała się osieroconymi dziećmi oraz uchodźcami. W 1942 roku została komendantką hufca „Grzybów”, przystąpiła do Wojskowej Służby Kobiet oraz rozpoczęła naukę na kursie pedagogicznym prowadzonym przez siostry urszulanki, nad którym opiekę sprawowała Helena Radlińska. W latach 1943–1944 prowadziła Ognisko Prewentoryjne Rady Głównej Opiekuńczej. Po zakończeniu kursu, za namową Heleny Radlińskiej, Irena Lepalczyk rozpoczęła naukę w tajnej Sekcji Społeczno-Oświatowej Wydziału Pedagogicznego Wolnej Wszechnicy Polskiej.
Po zakończeniu działań wojennych kontynuowała naukę na Uniwersytecie Łódzkim uzyskując magisterium z filozofii w zakresie pedagogiki społecznej (1946). Po zakończeniu studiów pozostała na uniwersytecie jako asystent w Zakładzie Pedagogiki Społecznej. W 1947 roku wyjechała na półroczne stypendium do Belgii. W grudniu 1949 roku została zwolniona z przyczyn politycznych z pracy na uniwersytecie, co jednak nie przeszkodziło jej napisać (na podstawie doświadczeń zebranych w Brukseli) pracę doktorską i obronić ją w 1950 roku, uzyskując stopień doktora. Po zwolnieniu z uniwersytetu pracowała w Ośrodku Szkolenia Pracowników Socjalnych w Łodzi, a po jego likwidacji w Bibliotece im. Ludwika Waryńskiego w Łodzi. Po ponownym otwarciu Katedry Pedagogiki Społecznej powróciła, w 1961 roku, do pracy na Uniwersytecie Łódzkim.
W 1970 uzyskała stopień doktora habilitowanego, w 1971 została docentem, a w 1972 roku przejęła od Aleksandra Kamińskiego kierownictwo Katedry Pedagogiki Społecznej UŁ. W latach 1973–1977 była kierownikiem Międzywydziałowego Studium Kulturalno-Oświatowego UŁ. Była również członkiem Rady Upowszechniania Nauki Polskiej Akademii Nauk. W roku 1980 uzyskała tytuł profesora nauk humanistycznych. W roku 1987 przeszła na emeryturę. Od 2005 roku Łódzkie Towarzystwo Naukowe przyznaje Nagrodę im. Profesor Ireny Lepalczyk za prace badawcze z zakresu pedagogiki społecznej.
Pochowana na cmentarzu komunalnym na Dołach w Łodzi (kw. Xb).

## Zainteresowania naukowe
Zainteresowania naukowe Ireny Lepalczyk koncentrowały się wokół problematyki szeroko pojętej pedagogiki społecznej, jej historii oraz teorii: pracy kulturalno-oświatowej, pracy opiekuńczo-wychowawczej oraz zagadnień środowiska społecznego. Ponadto zajmowała się zagadnieniami historii pracy socjalnej, czytelnictwa oraz instytucjonalnej pomocy rodzinie i dziecku. Jest autorką ponad 250 publikacji naukowych, była recenzentką i promotorem prac doktorskich oraz habilitacyjnych.

## Główne prace
- Włókniarze i książki (1959),
- Problemy czytelnicze młodzieży szkół średnich (1965),
- O popularyzatorze (1971),
- Wykolejenia dzieci i dorosłych w małym mieście (1972)
- Pedagogika biblioteczna Heleny Radlińskiej (1974)
- Uniwersytet powszechny jako środowisko wychowawcze (1971, 1972),
- Stowarzyszenie społeczne jako środowisko wychowawcze (1974),
- Pedagogika społeczna Heleny Radlińskiej (1980),
- Problem kształcenia pracowników społecznych (1981),
- Elementy diagnostyki pedagogicznej (1987),
- Instytucjonalna pomoc dziecku i rodzinie (1988),
- Rodzina z problemem alkoholowym (1989),
- Przekształcanie środowiska społecznego (1990),
- Pedagogika społeczna. Człowiek w zmieniającym się świecie (1993, 1995),
- Helena Radlińska. Człowiek i wychowawca (1994, 1995),
- Aleksander Kamiński (1996),
- Bogactwo życia i twórczości A. Kamińskiego (1999)[2].